# Fomoria
Fomoria is een geslacht van vlinders van de familie van de dwergmineermotten (Nepticulidae), uit de onderfamilie van de Nepticulinae. Dit geslacht is voor het eerst wetenschappelijk beschreven door Bryan Patrick Beirne in een publicatie uit 1945.

## Soorten
- F. aegaeica (Z. & A. Laštůvka & Johansson, 1998)
- F. alexandria (Scoble, 1983)
- F. argyraspis (Puplesis & Diškus, 1995)
- F. asiatica Puplesis, 1988
- F. degeeri (van Nieukerken, 2008)
- F. deschkai (Klimesch, 1978)
- F. empetrifolii (A. Laštůvka & Z. Laštuvka, 2000)
- F. eriki (A. Laštůvka & Z. Laštuvka, 2000)
- F. festivitatis (van Nieukerken, 2008)
- F. flavimacula Puplesis & Diškus, 1996
- F. fuscata (Janse, 1948)
- F. gambiana (Gustafsson, 1972)
- F. glycystrota (Meyrick, 1928)
- F. groschkei (Skala, 1943)
- F. hadronycha (Hoare, 2000)
- F. hobohmi (Janse, 1948)
- F. hypericella (Braun, 1925)
- F. hypericifolia Inoue et al., 1982
- F. incisaevora (Scoble, 1983)
- F. indicaevora (Scoble, 1983)
- F. kharuxabi (Mey, 2004)
- F. knysnaensis (Scoble, 1983)
- F. lacrimulae Puplesis & Diškus, 1996
- F. leptodictyae (Scoble, 1983)
- F. lucidae (Scoble, 1983)
- F. luisae Klimesch, 1977
- F. malelanensis (Scoble, 1983)
- F. miranda Diškus & Stonis, 2017
- F. myrtinaecola (Scoble, 1983)
- F. oleivora (Vári, 1955)
- F. oroviale van Nieukerken, 2019
- F. pappeivora (Vári, 1963)
- F. peiuii (Nemes, 1972)
- F. pelops (Hoare, 2000)
- F. permira Puplesis, 1984
- F. portensis (Scoble, 1983)
- F. pteliaeella (Chambers, 1880)
- F. primaria (Meyrick, 1913)
- F. ruwenzoriensis (Bradley, 1965)
- F. scobleella (Minet, 2004)
- F. septembrella Stainton, 1851 - hertshooimineermot
- F. sporadopa (Meyrick, 1911)
- F. squamibunda (Hoare, 2000)
- F. tabulosa Puplesis & Diškus, 2002
- F. tecomariae (Vári, 1955)
- F. thermae (Scoble, 1983)
- F. uisebi (Mey, 2004)
- F. variicapitella (Chrétien, 1908)
- F. vannifera (Meyrick, 1914)
- F. viridissimella (Caradja, 1920)
- F. weaveri (Stainton, 1855)